# Parafia św. Michała Archanioła w Zarzeczu
Parafia św. Michała Archanioła w Zarzeczu − parafia rzymskokatolicka znajdująca się w archidiecezji przemyskiej w dekanacie Przeworsk II. 

## Historia
W 1430 roku dziedzic Henryk Ramsz właściciel Zarzecza, Cieszacina Wielkiego, Cieszacinka oraz Kisielowa ufundował w Zarzeczu kościół i parafię - co potwierdzają źródłowe akta powizytacyjne bpa przemyskiego Wacława Hieronima Sierakowskiego z 1755 roku. Następnie przed rokiem 1442 rokiem do parafii dołączono Rożniatów, a w końcu XVI wieku Żurawiczki.
W 1524 roku drewniany kościół został mocno zniszczony podczas najazdu Tatarów. W 1531 roku przystąpiono do jego odbudowy, a prace prowadzone były pod nadzorem ówczesnego proboszcza księdza Bernarda z Radomia, później jego następcy księdza Macieja z Soli. W 1572 roku Jan Leski właściciel Zarzecza, przekazał kościół protestantom. W 1596 roku staraniem Anny Dydyńskiej, kościół został zwrócony katolikom, a ponowną jego fundację w 1597 roku zatwierdził bp Wawrzyniec Goślicki.
W 1624 roku podczas kolejnego najazdu tatarskiego, kościół uległ prawie całkowitemu zniszczeniu, ale był nadal użytkowany. W I połowie XVIII wieku ks. Wojciech Szajnowski, przeprowadził remont kościoła. W 1744 roku kościół został konsekrowany przez bpa Andrzeja Pruskiego. Przy kościele działała szkółka parafialna i szpital dla ubogich.
W 1840 roku Magdalena Morska rozpoczęła budowę murowanego obecnego kościoła, według projektu Christiana Piotra Aignera. Wykonano tylko fundamenty, bo z powodu śmierci fundatorki budowa została przerwana. Dopiero staraniem ks. Marcelego Markiewicza i fundacji Włodzimierza Dzieduszyckiego i jego żony Alfonsyny ponownie przystąpiono do budowy kościoła, w stylu neoromańskim, według projektu lwowskiego arch. Juliana Zachariewicza. 3 października 1880 roku bp krakowski Albin Dunajewski dokonał konsekracji kościoła.
Parafia należała pierwotnie do dekanatu jarosławskiego, u schyłku XVIII w. weszła w skład nowo utworzonego dekanatu pruchnickiego, po II wojnie światowej przyłączona do dekanatu przeworskiego, od 1987 znajduje się na terenie dekanatu Przeworsk II.
Na terenie parafii jest 2822 wiernych (w tym: Zarzecze – 1390, Kisielów – 390, Łapajówka – 340, Rożniatów – 702).
Proboszczowie parafii:
?–1820. ks. Józef Tabiński.
1820–1821. ks. Nikodem Gołaszewski (administrator excurrendo z Siennowa).
1821–1858.  ks. Paweł Mikulski.
1858–1859. ks. Otto Weisshoff (administrator).
1859–1866. ks. Józef Wściślak.
1866–1911. ks. Marceli Markiewicz.
1911–1937. ks. Józef Budnik,
1938–1965. ks. Józef Hajduk.
1965–1991. ks. Stanisław Gajecki.
1991-1996. ks. Jan Klich
1996–2020. ks. prał. Zenon Ruchlewicz.
2020– nadal ks. Radosław Maziarz.